# Phi相關係數
在統計學裡，「Phi相關係數」（英語：Phi coefficient）（符號表示為：{\displaystyle \phi } 或 {\displaystyle r_{\phi }}）是測量兩個二元變數（英語：binary variables or dichotomous variables）之間相關性的工具，由卡爾·皮爾森所發明 。他也發明了與Phi相關係數有密切關聯的皮爾森卡方檢定（英語：。一般所稱的卡方檢定，若未明指種類，即指此），以及發明了測量兩個連續變數之間相關程度的皮爾森積差相關係數（英語：。一般所稱的相關係數，若未明指種類，即指此）。
Phi 相關係數在機器學習的領域又稱為Matthews相關係數。

## 定義
首先將兩個變數排成2×2列聯表，注意 1 和 0 的位置必須如同下表，若只變動 X 或只變動 Y 的 0/1 位置，計算出來的Phi相關係數會正負號相反。Phi相關係數的基本概念是：兩個二元變數的觀察值若大多落在2×2列聯表的「主對角線」（英語：：左上－右下線）欄位，亦即若觀察值大多為 {\displaystyle (X,Y)=(1,1),(0,0)} 這兩種組合，則這兩個變數呈正相關。反之，若兩個二元變數的觀察值大多落在「非對角線」（英語：：主對角線以外的位置）欄位，對應於2×2列聯表，亦即若觀察值大多為 {\displaystyle (X,Y)=(0,1),(1,0)} 這兩種組合，則這兩個變數呈負相關。例如我們從兩個隨機二元變數（X, Y）抽樣得出這樣的2×2列聯表：
|       | y = 1                         | y = 0                         | 總計                          |
| x = 1 | {\displaystyle n_{11}}        | {\displaystyle n_{10}}        | {\displaystyle n_{1\bullet }} |
| x = 0 | {\displaystyle n_{01}}        | {\displaystyle n_{00}}        | {\displaystyle n_{0\bullet }} |
| 總計  | {\displaystyle n_{\bullet 1}} | {\displaystyle n_{\bullet 0}} | {\displaystyle n}             |
| ----- | ----------------------------- | ----------------------------- | ----------------------------- |

其中 n11,  n10, n01, n00都是非負數的欄位計次值，它們加總為 {\displaystyle n} ，亦即觀察值的個數。由上面的表格可以得出 X 和 Y 的 Phi相關係數如下：
{\displaystyle \phi ={\frac {n_{11}n_{00}-n_{10}n_{01}}{\sqrt {n_{1\bullet }n_{0\bullet }n_{\bullet 0}n_{\bullet 1}}}}}

## 實例
研究者欲觀察性別與慣用手的相關性。虛無假設是：性別與慣用手無相關性。觀察對象是隨機抽樣出來的個人，身上有兩個二元變數（性別 X ，慣用手 Y），X 有兩種結果值（男=1／女=0），Y也有兩種結果值（右撇子=1／左撇子=0）。
觀察兩個二元變數的相關性可以使用Phi相關係數。假設簡單隨機抽樣100人，得出如下的2×2列聯表：
|      | 男=1 | 女=0 | 總計 |
| ---- | ---- | ---- | ---- |
| 右=1 | 43   | 44   | 87   |
| 左=0 | 9    | 4    | 13   |
| 總計 | 52   | 48   | 100  |

本例的Phi相關係數：
{\displaystyle \phi ={(43\times 4-44\times 9) \over {\sqrt {87\times 13\times 48\times 52}}}=-0.133}
本處暫不介紹Phi相關係數的顯著性檢定，僅簡介其詮釋：假設−0.133的相關係數檢定為顯著，在本例對變數 1/0 的指定下，代表身為男性與身為右撇子有輕微的負相關，也就是男性右撇子的比例略低於女性右撇子的比例；或者反過來說，男性左撇子的比例略高於女性左撇子的比例。

## 與Pearson相關係數的異同
「Phi相關係數」與「Pearson相關係數」在詮釋上非常類似；事實上，使用Pearson相關係數來計算兩個二元變數（各輸入成1/0）之間的相關性時，就會得出Phi相關係數。
儘管Phi相關係數只是把Pearson相關係數簡化為兩個二元變數的情況，但詮釋這兩種相關係數時仍必須注意其差別。Pearson相關係數的值從−1 到 +1，±1 是其兩個端點，指出完全正相關與完全負相關，0則是無相關。Phi相關係數的極值則受到兩個變數各別的二元結果比例所影響，當兩個變數的二元結果都是50:50時，Phi值才會從−1 到 +1。

## 與Pearson卡方統計值的關係
一個2×2列聯表的卡方統計值（{\displaystyle \chi ^{2}}），與Phi相關係數呈下述關係：
{\displaystyle \phi ^{2}={\frac {\chi ^{2}}{n}}}
其中 {\displaystyle n} 是觀察值的個數。

## 亦參見
- Phi相關係數的網頁版計算器（页面存档备份，存于）（還有許多的基礎統計教材和計算器）。
- 列聯表
- Matthews相關係數（英语：Matthews correlation coefficient）
- Cramér's V（英语：Cramér's V (statistics)）：類別變數間相關性的另一個測量法。
- Polychoric相關（英语：Polychoric correlation）：當兩個連續變項被人為地改成二分變項時，求其相關性。其中一種是「四分相關（英语：Tetrachoric correlation）」。

## 註腳
1. ↑  Cramer, H.  1946. Mathematical Methods of Statistics. Princeton: Princeton  University Press, p282 (second paragraph). ISBN 0-691-08004-6
2. ↑  Guilford, J. (1936). Psychometric Methods. New York: McGraw–Hill Book Company, Inc.
3. ↑  詳見：Davenport, E., & El-Sanhury, N. (1991). Phi/Phimax: Review and Synthesis. Educational and Psychological Measurement, 51, 821–828.
4. ↑  Everitt B.S. (2002) The Cambridge Dictionary of Statistics, CUP. ISBN 0-521-81099-X